# Grammomys cometes
Grammomys cometes је врста глодара из породице мишева (Muridae).

## Распрострањење
Ареал врсте је ограничен на мањи број држава. Врста је присутна у Зимбабвеу, Мозамбику, Јужноафричкој Републици и Свазиленду.

## Станиште
Станиште врсте су шуме.

## Угроженост
Ова врста није угрожена, и наведена је као последња брига јер има широко распрострањење.